# Mechanicsville (Hanover County, Virginia)
Mechanicsville ist ein Ort (Census-designated place) im Hanover County des US-Bundesstaats Virginia. Das U.S. Census Bureau hat bei der Volkszählung 2020 eine Einwohnerzahl von 39.482 ermittelt.

## Geschichte
Das Gebiet wurde ab dem 17. Jahrhundert von englischen Kolonisten besiedelt. Die Gegend war der Schauplatz mehrerer Schlachten des Sezessionskriegs und verfügt über mehrere historische Stätten. Rural Plains, auch bekannt als Shelton House, ist ein Gebäude, das 1670 erbaut wurde und bis 2006 von der Familie Shelton bewohnt wurde. Es befindet sich im nördlichen Teil des CDC Mechanicsville und wird heute vom National Park Service als einer der Standorte des Richmond National Battlefield Park betrieben.

## Demografie
Nach der Volkszählung von 2010 leben in Mechanicsville 36.348 Menschen. Die Bevölkerung teilt sich auf in 84,4 % Weiße, 9,7 % Afroamerikaner, 0,2 % amerikanische Ureinwohner, 1,9 % Asiaten, 0,1 % Ozeanier und 3,1 % mit zwei oder mehr Ethnizitäten. Hispanics oder Latinos aller Ethnien machten 2,0 % der Bevölkerung aus. Das mittlere Haushaltseinkommen lag bei 79.692 US-Dollar und die Armutsquote lag bei 6,0 % der Bevölkerung.

## Söhne und Töchter der Stadt
- Lucy Dacus (* 1995), Sängerin